# Lars Söderberg Vårgårda
Lars Söderberg Vårgårda var ett lokalt politiskt parti som var registrerat för val till kommunfullmäktige i Vårgårda kommun. Partiet var representerat i Vårgårda kommunfullmäktige under mandatperioden 1994-1998.
Lars Söderberg var i valet 1991 representant i kommunfullmäktige i Vårgårda för Ny Demokrati och bildade inför valet 1994 det lokala partiet Lars Söderberg